# 橋本彦七
橋本 彦七（はしもと ひこしち、1897年（明治30年）8月11日 - 1972年（昭和47年）9月12日）は、日本の政治家、技術者。熊本県水俣市長（4期）。日本窒素肥料株式会社（現・チッソ）水俣工場勤務時代、水銀触媒を用いたアセトアルデヒドと酢酸の合成法を発明。1938年（昭和6年）から1946年（昭和21年）まで水俣工場長を務めた。

## 来歴
現在の北海道札幌市に南部家の四男として生まれる。旧制札幌第一中学校卒業後、1916年（大正5年）、東京市日本橋在住の橋本家の養子となる。1919年（大正8年）、東京高等工業学校電気化学科（現・東京工業大学）卒業。同年、日本窒素肥料（現・チッソ）に入社。
1931年（昭和6年）、橋本らは、カーバイトからアセチレンを作り，これを水銀触媒を使ってアセトアルデヒドに変える一連の合成方法を発明し、特許原簿に登録した。1932年（昭和7年）から水俣工場で操業開始。アセトアルデヒドを原料とするブタノール、酢酸、酢酸エチル、無水酢酸、酢酸繊維素、酢酸ビニールなどの製品化に成功した。
1938年（昭和13年）、橋本は水俣工場長に就任。1941年（昭和16年）、日本初となるアセチレンから塩化ビニルへの合成の成功に貢献。
しかし戦後、海外から会社の幹部たちが引き揚げてくると、水俣工場を追われ、1946年（昭和21年）に徳山工場長となる。1947年（昭和22年）、日本特殊化成社長に就任。
1949年（昭和24年）4月1日、水俣町が市制施行して水俣市が誕生。翌1950年（昭和25年）に行われた市長選挙に立候補。新日本窒素肥料（現・チッソ）本体からの支援は得られなかったものの、水俣工場従業員の多くが加入する労働組合の支援を受けて初当選した。1954年（昭和29年）に再選。
1956年（昭和31年）5月1日、水俣工場附属病院長の細川一が水俣保健所に「原因不明の中枢神経疾患」を報告した（この日はのちに水俣病の「公式確認」となる）。
1957年（昭和32年）4月8日、橋本は厚生省に「奇病発生源についての一考察」を提出。当時奇病と言われた水俣病の原因として「農薬・肥料説」を唱えた。
1958年（昭和33年）の市長選で中村止に敗れる。中村は健康上の理由により1期で退き、橋本は1962年（昭和37年）の市長選で返り咲いた。
新日本窒素肥料を支える通商産業省や日本化学工業協会は「有機アミン説」「爆薬説」「腐敗アミン説」など、水俣病の原因について様々な説を繰り出すが、1962年（昭和37年）8月、熊本大学教授の入鹿山且朗は「水俣工場のアセトアルデヒド工程の反応管から採取した水銀スラッジから、塩化メチル水銀を抽出した」と発表。水俣工場の廃液と水俣病の因果関係が論文によりついに明らかとされた。1965年（昭和40年）1月1日、新日本窒素肥料はチッソに改称。
1966年（昭和41年）、4期目の当選を果たす。1968年（昭和43年）、陳情のため上京した際、脳血栓で倒れる。1970年（昭和45年）の任期満了をもって政界を引退。1971年（昭和46年）、水俣市名誉市民を受章。
市長在任中の1953年（昭和28年）に水俣市立病院（現・国保水俣市立総合医療センター）、1965年（昭和40年）には水俣病患者の機能訓練を目的とした同病院附属湯之児病院（リハビリテーションセンター、現在は国保水俣市立総合医療センターに統合）を開設するなど、地域医療の充実にもつとめた。